# Slomljeno cvijeće
Slomljeno cvijeće (eng. Broken Flowers) američka je humorna drama nezavisnog redatelja Jima Jarmuscha iz 2005. kojemu je to 11 dugometražni film. Radnja se vrti oko neoženjenog ženskara srednjih godina, Dona Johnstona (Bill Murray), koji dobiva tajnovito pismo u kojem biva obaviješten da je otac, na što krene obići svoje bivše ljubavnice.
Film je zaradio 13.7 milijuna $ u američkim kinima te 45.7 milijuna diljem svijeta te je tako postao najkomercijalniji Jarmuschev film do danas. Nominiran je i za Zlatnu palmu u Cannesu gdje je osvojio veliku nagradu žirija.

## Ekipa
- Jim Jarmusch, redatelj

- Bill Murray kao Don Johnston
- Jeffrey Wright kao Winston
- Sharon Stone kao Laura
- Julie Delpy kao Sherry
- Jessica Lange kao Dr. Carmen Markowski
- Heather Simms kao Mona
- Alexis Dziena kao Lolita
- Frances Conroy kao Dora
- Tilda Swinton kao Penny

## Radnja
Zakleti neženja i nekad aktivni ženskar Don Johnston davno se obogatio računalima i vodi ugodan, ali dosadan život u svojemu domu. Njegova najnovija ljubavnica, mlada Sherry, ga napušta, no njemu je svejedno. Jednog dana dobiva tajnovito pismo od navodne bivše ljubavnice koje ga informira da je otac 19-godišnjeg sina. Don nije do tada imao pojma da je otac i ne zna kako bi reagirao na tu vijest, a pomalo i sumnja da je istinita. No njegov susjed, oženjeni obiteljski čovjek i otac petero djece te amaterski detektiv Winston, nagovori ga da posjeti svojih 5 bivših ljubavnica; Carmen, Lauru, Doru, Penny te jednu preminulu, Michelle, i otkrije ima li sina ili ne. 
Donova odiseja dovest će ga do neobičnih susreta. Neke ga bivše ljubavnice dočekaju s veseljem, druge s rezignacijom. Na Donovo iznenađenje, nijedna od njih se ne ispostavi kao majka njegova navodnog sina pa se vrati u svoj dom. U blizini svojega omiljenog kafića naiđe na jednog mladića koji, čini se, ima oko 19 godina i koji nekamo putuje. Kad ga Don konfrontira mladić pobjegne. Don potrči za njim, ali ga izgubi. Tad prođe auto u kojem je još jedan mladić koji bi mogao imati 19 godina. Na kraju Don ostane sam na ulici, nemajući pojma što da učini ni ima li uopće sina.

## Nagrade
- Nominacija za Zlatnu Palmu u Cannesu (osvojen grand prix žirija)
- Nominacija za Zlatni satelit (najbolji glumac u komediji ili mjuziklu Bill Murray)
- Nominacija za Independent Spirit Award (najbolji sporedni glumac Jeffrey Wright)
- Osvojen Češki lav (najbolji strani film)

## Zanimljivosti
- Radni naslov filma bio je "Mrtvo cvijeće".
- Jim Jarmusch je rekao da je scenarij napisao ekskluzivno za Billa Murrayja. Isprva je planirao snimiti neku drugi film s njim, ali se ipak predomislio i snimio ovaj.
- Sin Billa Murrayja, Homer Murray, nastupa na kraju filma kao "mladić u automobilu".
- U filmu se pojavljuje djevojka imenom "Sun Green". Na albumu Neila Younga "Greendale" također se pojavljuje djevojka s istim imenom.[2]
- Scenarist Reed Martin je optužio Jarmuscha da je pokrao ideju za film od njegova scenarija koji nikada nije snimio. Jarmusch i Focus Features su to osporili. 2007. je sud u Los Angelesu odbacio optužbe kao neosnovane.[3]

## Teme i analiza
Tema priče je izolacija, pronalaženje mjesta u svijetu i usamljenost, ali prisutni su i egzistencijalni elementi pošto glavni junak Don nikada ne otkrije ima li uistinu sina ili ne, čime počinje sumnjati je li uopće postojao ili ne, te što je istina a što laž, tj. samo njegova želja da u nekom mladiču nađe svoje dijete. Otvoreni, kontemplativni kraj daje do znanja da priča nije ni bila okosnica filma, nego karakterizacija i metarmofoza junaka.
Donovo putovanje do njegovih 5 bivših ljubavnica postaje svakim susretom sve hladnije i kraće, tako da počinje s toplim i dugim susretom kod njegove prve ljubavnice (Sharon Stone) a završava kod njegove zadnje na groblju, koja je u međuvremenu poginula. Pošto tijekom filma njegovo ime, Don Johnston, biva više puta pogrešno zamijenjeno s "Don Johnson", moguće je da je pismo poslano njemu zapravo završilo na krivoj adresi. Još veća ironija se naslučuje u tome da je možda zaboravio na šestu bivšu ljubavnicu, koja bi mogla biti prava majka njegovog potencijalnog sina. Poetični naslov "Slomljeno cvijeće" možda sugerira na scenu u kojoj Don u prirodi bere cvijeće, dajući do znanja da je i njegova egzistencija poput cvijeta koji je otkinut od korijena i izoliran od svojeg prirodnog prebivališta.

## Kritike
"Slomljeno cvijeće" je još jedno poetično, namjerno sporo i oporo, osebujno i prepoznatljivo ostvarenje nezavisnog redatelja Jima Jarmuscha. Iako je Jarmusch ovog puta priču malo prilagodio široj publici i uveo više žara (humor, misterija), u biti se radi o tipičnom filmu kakve on često pravi. Radi se o komadu zahtjevnog filma kojeg je kritika većinom hvalila te koji se preporuča izdržljivim i strpljivim gledateljima, no jedan dio kritičara u manjini ga je odbacio proglasivši film dosadnim, nezanimljivim i ispraznim.
Nezadovoljni kritičar Kevin N. Laforest je napisao: "Ja nemam pojma što bi Slomljeno cvijeće trebalo biti, osim jedne nekonzekventne studije o čudnim okupljanjima. "Ovo je sve jedna farsa, jedan fijasko", kaže jednom prilikom glavni lik, a ja si ne mogu pomoći a da ne pomislim kako je to i kritika cijelog filma". S druge strane, Dean Šoša, kritičar Nacionala, je filmu dao 4 od 5 zvijezde i zapisao: "Nakon što je godinama bio guru brojnim mladim filmašima diljem svijeta, kultni američki filmaš Jim Jarmusch prepustio se i sam tuđim utjecajima, osmislivši "Slomljeno cvijeće" na tragu "Izgubljenih u prijevodu" Sofije Coppole i "Gospodina Schmidta" Alexandera Paynea, autora koji, pošteno govoreći, puno duguju nekim ranijim filmovima ovog pionira američke nezavisne scene. "Slomljeno cvijeće" odiše redateljskim minimalizmom, jezičnim i metafilmskim poigravanjima, montažnim elipsama i ostalim karakterističnim Jarmuschevim autorskim burgijama, i valja ga uvrstiti među kreativne vrhunce jednog od rijetkih suvremenih redatelja čiji je stil raspoznatljiv već nakon pet minuta gledanja bilo kojeg njegova filma".
U svojoj recenziji filma, zadovoljni Roger Ebert je pak filmu dao 4 od 4 zvijzde te zaključio: "Nijedan glumac nije bolji u tome da ne radi ništa od Billa Murrayja, a da pritom bude fascinantan dok to ne radi" dok je kritičar Sean O'Connell napisao: "Poput cvijeta, Jarmuschova priča raste to ljepše kada se sporo odvija da otkrije delikatne, ali otrovne skrivene istine". Robert W. Butler je utvrdio: "Manje je više u Slomljenom cvijeću, Jarmuschovom minimalističkom remek-djelu".

## Vanjske poveznice
- Službena stranica
- Slomljeno cvijeće u internetskoj bazi filmova IMDb-a
- Rotten-tomatoes.com
- Analiza filma
- Filmski.net  Arhivirana inačica izvorne stranice od 6. listopada 2008. (Wayback Machine)